# Nguyễn Tiến Quân
Nguyễn Tiến Quân (sinh 1951) là đại biểu Quốc hội Việt Nam khóa 12, thuộc đoàn đại biểu Quảng Nam.